# Ermita de Santa Bàrbara i Calvari (Matet)
L'Ermita de Santa Bàrbara  de Matet, a la comarca de l'Alt Palància, és una ermita  catòlica que està catalogada com a Bé de Rellevància Local segons consta a la Direcció General de Patrimoni Artístic de la Generalitat Valenciana, amb el codi: 12.07.076-005.

## Descripció
L'ermita se situa en un monticle rocós on finalitza el calvari que es distribueix en uns bancals de pedra l'accessibilitat del qual és dubtosa (malgrat estar asfaltat el tram entre els bancals, perquè la resta del camí d'accés és una curta, però escarpada rampa sense asfaltar), raó per la qual realment no hi ha estacions al llarg del mateix.
L'edifici és de reduïdes dimensions totalment exempt, en una zona que presenta un mirador organitzat sobre una placeta de terra amb una barana de fusta. Després de llargs anys d'abandó, l'ermita va ser restaurada l'any 1988, encara que només parcialment.
L'ermita presenta planta rectangular i està construïda de maçoneria blanquejada, a excepció del sòcol, i de carreus utilitzats com a pedra angular, és a dir, reforçant amb ells les cantonades de l'edifici i les obertures que la façana presenta.
Externament la coberta és a dues aigües amb rematada de teula i presenta un considerable ràfec. La façana acaba en capcer, sobre el qual se situa l'espadanya, que està desplaçada cap a la dreta, de manera que no segueix l'eix del sostre. En el seu interior es col·loca la campana, coneguda com a "Santa Bàrbara", del fonedor Salvador Manclús, de València, datada l'any 1987, amb un diàmetre de 30 centímetres i un pes de 16 quilograms.
La porta d'accés també està desplaçada de l'eix i és una rústica porta de fulles de fusta en un arc de mig punt que formen grans  dovelles. Al costat de la porta poden contemplar dues fornícules buides o finestres cegades i una finestra petita una mica més alta. Té una altra finestra a la façana que se situa mirant el poble i que serveix per donar il·luminació interior al temple.